# Euphorbia neriifolia
Euphorbia neriifolia (nazwy indyjskie: sidź, snuti, Manasa gach, Manasasji) – gatunek roślin z rodziny wilczomleczowatych. Pochodzi z Azji (Chiny, Indie. Malezja) i Nowej Gwinei.

## Morfologia
Kwiaty o płatkach koloru żółtego lub czerwonego.

## Zastosowanie
Sok w postaci białawej gorzkiej cieczy, uważany jest w Bengalu za lekarstwo przeciwko jadom węży.

## Znaczenie w hinduizmie
- Roślina sidź jest obiektem kultu w Bengalu Zachodnim. Uznawana jest za wcielenie bogini węży Mansy[5]. Również gałązki sidźu służą jako wyobrażenia tej bogini[6]
- Występuje w kulcie bogiń wioskowych, jak południowoindyjskiej Nahattammman (forma bogini Marijamman jako niezamężnej dziewicy)[7].
- Bogini Marijamman, pod postacią tego wilczomlecza, sprowadzać ma na wyznawców karę powodując ślepotę[7].